# Meridiano 35 E
O meridiano 35 E é um meridiano que, partindo do Polo Norte, atravessa o Oceano Ártico, Europa, Ásia, África, Oceano Índico, Oceano Antártico, Antártida e chega ao Polo Sul. Forma um círculo máximo com o Meridiano 145 W.
Começando no Polo Norte, o meridiano 35 Este tem os seguintes cruzamentos:
| País, território ou mar | Notas                                                              |
| ----------------------- | ------------------------------------------------------------------ |
| Oceano Ártico           |                                                                    |
| Rússia                  | Península de Kola                                                  |
| Mar Branco              |                                                                    |
| Rússia                  | Passa no Lago Onega                                                |
| Ucrânia                 |                                                                    |
| Mar de Azov             |                                                                    |
| Ucrânia                 | Crimeia (reclamada e controlada pela Rússia)                       |
| Mar Negro               |                                                                    |
| Turquia                 |                                                                    |
| Mar Mediterrâneo        |                                                                    |
| Israel                  |                                                                    |
| Cisjordânia             |                                                                    |
| Israel                  |                                                                    |
| Cisjordânia             |                                                                    |
| Israel                  |                                                                    |
| Jordânia                |                                                                    |
| Arábia Saudita          |                                                                    |
| Mar Vermelho            |                                                                    |
| Egito                   |                                                                    |
| Triângulo de Hala'ib    | Território disputado, controlado pelo Sudão e reclamado pelo Egito |
| Sudão                   |                                                                    |
| Etiópia                 | Cerca de 18 km                                                     |
| Sudão                   | Cerca de 6 km                                                      |
| Etiópia                 |                                                                    |
| Sudão do Sul            | Cerca de 9 km                                                      |
| Etiópia                 |                                                                    |
| Sudão do Sul            | Cerca de 6 km                                                      |
| Etiópia                 | Cerca de 4 km                                                      |
| Sudão do Sul            |                                                                    |
| Quênia                  |                                                                    |
| Uganda                  |                                                                    |
| Quênia                  |                                                                    |
| Tanzânia                |                                                                    |
| Moçambique              |                                                                    |
| Malawi                  | Passa no Lago Niassa                                               |
| Moçambique              |                                                                    |
| Oceano Índico           |                                                                    |
| Moçambique              |                                                                    |
| Oceano Índico           |                                                                    |
| Oceano Antártico        |                                                                    |
| Antártida               | Terra da Rainha Maud, reclamada pela Noruega                       |